# DUSP22
A Proteína fosfatase de dupla especificidade 22 é uma proteína que em humanos é codificada pelo gene DUSP22.

## Interações
Demonstrou-se que o DUSP22 interage com MAPK1 e MAPK8.